# CA Cerro
Club Atlético Cerro, kurz Cerro (Spitznamen: Villeros, Albiceleste, Cerrense), ist ein Fußballverein aus dem Stadtviertel Villa del Cerro in der uruguayischen Hauptstadt Montevideo.

## Allgemeines
Cerro entstammt ebenso wie die Rampla Juniors dem Stadtviertel Villa del Cerro. Die Aufeinandertreffen der beiden Erzrivalen stellen nach dem Derby der beiden großen Clubs Uruguays, Nacional und Peñarol, das zweitwichtigste Derby des uruguayischen Fußballs dar. Seine Heimspiele trägt der Verein, dessen Sitz sich in der Calle Grecia 3580 befindet, im 25.000 Zuschauer fassenden Estadio Luis Tróccoli aus. Derzeitiger (Stand: 21. Dezember 2011) Präsident des Vereins ist Alfredo Boris Jaureguiberry, der Carlos Cairo in dieser Funktion ablöste. Die Zweite Mannschaft des Vereins spielt in der Tercera División unter Trainer Richard Martínez (Stand: 6. März 2011). Cerro verfügt auch über eine Frauenfußballabteilung, deren Mannschaft im Campeonato Uruguayo "Diego Rodríguez" antritt (Stand: 6. März 2011).

## Geschichte

### Gründungsphase
Gegründet wurde der Verein am 1. Dezember 1922. An jenem Tag versammelten sich dazu 70 Personen im an der Ecke Grecia/China gelegenen Café de Paníza in Montevideo. Vorausgegangen war die zu Beginn der 1920er Jahre aufgekommene Idee, eine das Barrio repräsentiertende Mannschaft zu gründen, die auch den Namen des Viertels trug. Der ebenfalls in Cerro angesiedelte Klub Rampla Juniors bestand zwar zu dieser Zeit schon. Doch handelte es sich bei dem in der Ciudad Vieja gegründeten Verein nicht um einen solchen, der ursprünglich dem Barrio entstammte. Ein größeres Problem stellte aber in der Gründungsphase die Einigung auf die Farben der Trikots dar. Da der Verein aus der Fusion mehrerer Teams entstehen sollte, wollte jedes seine bisherigen Farben als diejenigen des neuen Clubs durchsetzen. In der Folge einigte man sich darauf, eine interne Meisterschaften unter den Mannschaften Cerros auszuspielen, deren Sieger im Nachgang die Farben des im Anschluss zu gründenden neuen Vereins bestimmen sollte. Beteiligt waren unter anderem die Teams Reformers, Aldosiver, Sabiá, Combate, Punta Yeguas, Santa Rosa, Waterloo, Oriental, Relámpago, Treinta y Tres und 1º de Mayo. Der in weißen Trikots mit hellblauen Längsstreifen, schwarzer Hose und grauen Stutzen antretende, als Sieger aus dem Turnier hervorgehende Clúb Oriental stand somit Pate für die nunmehr identische Spielkleidung des neuen Vereins. Ein Vorstoß seitens Jesus Mandilaharazu, auch den Namen des Turniergewinners zu übernehmen, fand dagegen keine Mehrheit. Mit 50 der 70 Stimmen fiel die Wahl auf den noch heute gültigen Namen Clúb Atletico Cerro.

### 20. Jahrhundert
Cerro stieg 1926 erstmals in die höchste uruguayische Spielklasse auf und belegte dort in der ersten Saison 1927 den 13. Rang. Nachdem man 1928 sogar Dritter wurde, musste die als Albiceleste bezeichnete Mannschaft im Folgejahr den Abstieg hinnehmen. Die Rückkehr ins Oberhaus gelang erst mit dem Wiederaufstieg des Jahres 1946. In den 1950er und 1960er Jahren brach nun die erfolgreichste Zeit des Vereins an, als mehrfach der dritte Platz in der Meisterschaft erreicht wurde. 1960 beendete die Mannschaft Cerros die Saison zudem als Vizemeister mit dem größten Erfolg der Vereinsgeschichte. Im Entscheidungsspiel mit Meister Club Atlético Peñarol unterlag die Albiceleste mit 1:2.
Die somit erfolgreichste Mannschaft in Cerros Historie setzte sich aus den folgenden Spielern zusammen: Den Kern bildeten die jeweils 18 Einsätze aufweisenden Julio Dalmao, Ruben Soria, Miguel de Britos, Juan O. Pintos und Ángel Rodríguez, die beiden je 17 Spiele absolvierenden Waldemar Gonzales und Ruben Coccinello sowie Pedro Gonzalez Acuña und Carretti die auf 15 bzw. 14 Saisoneinsätze kamen. Ergänzend wirkten Wilfredo Brum (4), Leonel Conde (3), Bianchi (3) Sequeira (3), Oscar Vilariño (2), Baldi (1), Luis Calsagna (1) und Munir Kalik (1) an diesem Erfolg mit.
1963 absolvierte Cerro die bis heute größte Tournee der Vereinsgeschichte, die über einen Zeitraum von zwei Monaten von Mai bis Juli 1963 durch Europa, die Sowjetunion und Afrika führte. Dafür verstärkte man sich mit dem nur für diese Reise leihweise verpflichteten Héctor Silva. In der rumänischen Hauptstadt Bukarest mit einem Duell gegen FC Progresul Bukarest beginnend, traf man im Laufe der Tournee unter anderem auf Știința Cluj, CSMS Iași, Farul Constanța, Tschornomorez Odessa, die südafrikanische Fußballnationalmannschaft und die Auswahl Rhodesiens. Als Bilanz der zehn absolvierten Begegnungen waren fünf Siege, zwei Unentschieden und drei Niederlagen zu verzeichnen. 1967, 1973 und 1975 führte Cerro die drei weiteren Tourneen der Vereinsgeschichte durch.
1967 nahm Cerro als New York Skyliners, beheimatet im Yankee Stadium, an der Meisterschaft des seinerzeitigen offiziellen Fußballverbandes der USA, der United Soccer Association teil und belegte in der Eastern Division den fünften Platz und war damit Vorletzter.
1973 war Venezuela mit Partien gegen Portuguesa FC, Valencia FC und Estudiantes de Mérida das Ziel, zwei Jahre später trat man zu sieben Begegnungen in Costa Rica, Honduras und erneut in Venezuela an.
In den Jahren 1985, als man erneut Dritter in der Primera División war, und 1986 steht in der Erfolgsbilanz des Vereins jeweils der Sieg beim Torneo Ciudad de Montevideo zu Buche.
1995 nahm der Club an der Copa Libertadores, dem südamerikanischen Gegenstück zur europäischen Champions League, teil, nachdem man zuvor in den Play-off-Spielen der Liga Defensor Sporting besiegen konnte. Dort schied man aber bereits in der ersten Gruppenphase aus, nachdem lediglich ein Sieg gegen den argentinischen Verein Independiente, sowie ein Unentschieden gegen den anderen uruguayischen Vertreter Peñarol erzielt werden konnte.
| Saisonbilanzen 2002–2011        | Saisonbilanzen 2002–2011 | Saisonbilanzen 2002–2011 | Saisonbilanzen 2002–2011 |
| Saison                          | Platz                    | Punkte                   | Tore                     |
| ------------------------------- | ------------------------ | ------------------------ | ------------------------ |
| Torneo Permanencia 2002         | 2. Platz                 | 41                       | 43:40                    |
| 2003                            | 7. Platz                 | 55                       | 47:38                    |
| Clasificatorio 2004             | 10. Platz                | 22                       | 21:26                    |
| 2005                            | 17. Platz                | 13                       | 20:30                    |
| 2005/06                         | 12. Platz                | 37                       | 46:41                    |
| 2006/07                         | 3. Platz                 | 52                       | 45:22                    |
| 2007/08                         | 10. Platz                | 37                       | 30:39                    |
| 2008/09                         | 3. Platz                 | 52                       | 50:25                    |
| 2009/10                         | 8. Platz                 | 40                       | 46:49                    |
| 2010/11                         | 6. Platz                 | 42                       | 34:39                    |
| rot unterlegt: Segunda División |                          |                          |                          |

### 21. Jahrhundert
Nachdem man mindestens ab 2002 in der höchsten uruguayischen Spielklasse gespielt hatte, stieg Cerro 2006 aus der Primera División ab. Die Saison 2006/07 verbrachte der Verein in der Segunda División, der zweithöchsten Spielklasse Uruguays. Dort gewann man das Torneo Apertura, belegte in der Jahresgesamtwertung Platz drei und setzte sich schließlich in den Play-off-Spielen gegen Juventud, den Gewinner des Torneo Clausura 2007 der Segunda División, durch. Dadurch kehrte Cerro nach einem Jahr der Abstinenz in die Erste Liga zurück, in der man seither ununterbrochen vertreten ist. Erfolgreich liefen in der Folgezeit insbesondere das Torneo Clausura 2009, in dem man in der Endabrechnung, ebenso wie in der Gesamt-Tabelle der Saison 2008/09 den dritten Tabellenplatz belegte. Dies berechtigte zur Teilnahme an der Copa Artigas 2009, die Cerro gewann und sich somit für die Copa Libertadores im Jahr 2010 qualifizierte. In der Folgesaison wurde man im nationalen Ligabetrieb beim Torneo Clausura 2010 sogar Vizemeister.
Trikotwerbepartner des in weiß-blau gestreiften Hemden und weißer Hose antretenden Vereins waren in der Saison 2010/11 auf der Trikotbrust D & F Rulemanes sowie auf der Rückseite der Jerseys Medica Uruguaya. Ricardo "Tato" Ortíz hatte in der Saison 2010/11 ab dem 16. Februar 2011 das Traineramt inne, als er Alejandro Apud ablöste. Ihm standen Co-Trainer Andrés Martínez und Torwarttrainer Coco Aires zur Seite. Cerro spielte auch in der Saison 2011/12 in der höchsten uruguayischen Spielklasse, der Primera División. Am 21. Dezember 2011 gaben Trainer Ricardo "Tato" Ortiz und der Verein die einvernehmliche Trennung bekannt. Als neuer Trainer wurde Hugo Parga vermeldet. Ihm zur Seite stand das aus Alcides Machado, Fernando González und dem Torwarttrainer Gonzalo Noguera bestehende Trainerteam. Bereits 2012 kehrte Ricardo Ortíz jedoch auf den Trainerstuhl Cerros zurück.
Die Spielzeit 2012/13 schloss Cerro als mit Danubio punktgleicher 10. der Abschlusstabelle ab. In der Spielzeit 2013/14 betreute zunächst Danilo Baltierra die Mannschaft als Trainer, der das Amt in der Clausura 2013 bereits übernommen hatte. Nach schlechten Resultaten wurde er jedoch bereits im November 2013 von seinen Aufgaben entbunden. Im späteren Saisonverlauf übernahm der Argentinier Pablo Rodríguez die Trainerrolle. Sowohl in der Apertura als auch in der Clausura wurde man erneut Zehnter. Damit belegte Cerro in der Jahresgesamttabelle der Saison 2013/14 ebenfalls den 10. Platz. Zudem stellte man mit Héctor Acuña den Torschützenkönig der Erstligasaison.
Nach einem schlechten Start in die Saison 2014/15 wurde Trainer Pablo Rodríguez nach vier Niederlagen an den ersten vier Spieltagen am 8. September 2014 entlassen und durch Juan Tejera ersetzt. Tejera stellte seinerseits am 24. November 2014 sein Amt zur Verfügung und trat zurück. Einen Tag später übernahm zunächst übergangsweise der Trainer der Reservemannschaft Santiago Kalemkerian die Trainingsleitung. Ende Dezember 2014 wurde der vormalige Trainer der honduranischen Nationalmannschaft Miguel Falero neuer Trainer der Montevideaner.
Am 14. Februar 2015 kam es beim Heimspiel Cerros gegen Peñarol im Estadio Luis Tróccoli zu Auseinandersetzungen von Teilen der heimischen Anhängerschaft mit der Polizei, die zu einem Spielabbruch in der 83. Spielminute führten. Knapp zwei Wochen später sanktionierte die Disziplinarkommission der Asociación Uruguaya de Fútbol dies mit einem Punktabzug für Cerro und verpflichtete den Klub dazu, drei Heimspiele ohne Zuschauer auszutragen.
Am Ende der Spielzeit 2014/15 verhinderte Cerro als 14. der Jahresgesamttabelle und 13. der Abstiegswertung den Abstieg nur knapp. Die Folgesaison gestaltete sich deutlich erfolgreicher. Man wurde in der Jahresgesamttabelle Dritter. 2020 stieg der Verein als Tabellenletzter in die Segunda División ab.

## Trainer
| Name                  | Amtszeit                                 | Besonderheiten/Anmerkungen                                       |
| --------------------- | ---------------------------------------- | ---------------------------------------------------------------- |
| Ondino Viera          | 1965                                     |                                                                  |
| José Sasía            | 1976                                     |                                                                  |
| Gerardo Pelusso       | 1993 bis 1995                            |                                                                  |
| Jorge González        | mind. Mai 2001                           |                                                                  |
| Gerardo Pelusso       | 2003                                     |                                                                  |
| Julio Acuña           | März 2006 bis Dezember 2006              |                                                                  |
| Pablo Repetto         | bis 2009                                 |                                                                  |
| Richard Martínez      | bis 25. Februar 2009                     | Trainer der Tercera als Interimstrainer nach dem Abgang Repettos |
| Eduardo Acevedo       | 25. Februar 2009 bis ca. August 2009     |                                                                  |
| Guillermo Sanguinetti | 14. August 2009 bis 2. Dezember 2009     |                                                                  |
| Alejandro Apud        | Apertura 2010 bis Mitte Februar 2011     |                                                                  |
| Ricardo Ortíz         | 16. Februar 2011 bis 21. Dezember 2011   |                                                                  |
| Hugo Parga            | Dezember 2011 bis April 2012             |                                                                  |
| Ricardo Ortíz         | Juli 2012 bis Februar 2013               |                                                                  |
| Danilo Baltierra      | 19. März 2013 bis 19. November 2013      |                                                                  |
| Santiago Karakelian   | 19. November 2013 bis 21. November 2013  | Interimstrainer                                                  |
| Pablo Alonso          | 21. November 2013 bis 2. März 2014       |                                                                  |
| Pablo Rodriguez       | März 2014 bis 8. September 2014          |                                                                  |
| Juan Tejera           | 9. September 2014 bis 24. November 2014  |                                                                  |
| Santiago Kalemkerian  | 25. November 2014 bis Ende Dezember 2014 | Interimstrainer                                                  |
| Miguel Falero         | seit Ende Dezember 2014 bis Juni 2015    |                                                                  |
| Eduardo Acevedo       | Juni 2015 bis Dezember 2015              |                                                                  |
| Gustavo Ferrín        | 4. Januar 2016 bis Juni 2016             |                                                                  |
| José Puente           | seit Juli 2016                           |                                                                  |

## Ehemalige Spieler
| - Jorge Artigas - Rubén Bareño - Joaquín Boghossian - Carlos Curbelo - Rogelio Domínguez - Gustavo Fuentes - Diego Godín - Matías González - Martín Ligüera - Rinaldo Martino - Pablo Melo - Audu Mohammed | - Óscar Javier Morales - Héctor Morán - Rubén Morán - Mario Regueiro - Rodolfo Rodríguez - Adrián Romero - Rubén Héctor Sosa - Horacio Troche - Líber Vespa - Waldemar Victorino - Héctor Vilches |